# Sykstus III
Sykstus III (zm. 19 sierpnia 440 w Rzymie) – święty Kościoła katolickiego, 44. papież w okresie od 31 lipca 432 do 19 sierpnia 440.

## Życiorys
Naprawdę nazywał się Ksystus Colonna. Imię Sykstusa często łączy się z wielkim rozwojem budownictwa w Rzymie: Santa Sabina na Wzgórzu Aventine była poświęcona za jego pontyfikatu, on też wybudował bazylikę Santa Maria Maggiore, której poświęcenie Maryi Matce Bożej odzwierciedlało jego aprobację soboru w Efezie, który zakończono w 431 roku.
Współpracował z cesarzem Teodozjuszem II w sprawie usunięcia rozłamu pomiędzy Janem z Antiochii a Cyrylem Aleksandryjskim. Rozłam ów został usunięty w 433 roku na podstawie Symbolu Jedności. Sykstus uczestniczył także w sporze pomiędzy biskupem Konstantynopola – Proklusem a biskupami Ilirii w 434 roku, zakończonym pojednaniem w 438 roku.
Zmarł w Rzymie, a jego ciało złożono w bazylice św. Wawrzyńca za Murami, która została wzniesiona za jego pontyfikatu. Kościół oddaje mu cześć 28 marca.